# Leymus obvipodus
Leymus obvipodus är en gräsart som beskrevs av Lian Bing Cai. Leymus obvipodus ingår i släktet strandrågssläktet, och familjen gräs. Inga underarter finns listade i Catalogue of Life.